# Hunter×Hunter Nen×Impact
《Hunter×Hunter Nen×Impact》是2025年格斗游戏，由武士道和Eighting合作開發、武士道在日本市场發行，對應任天堂Switch、PlayStation 5、Windows平台。作品改编自漫画《HUNTER×HUNTER》。
遊戲在Metacritic的匯總得分為52/100（Windows）、56/100（PlayStation 5），在OpenCritic的媒體推薦率為9%。